# スターヴ教会

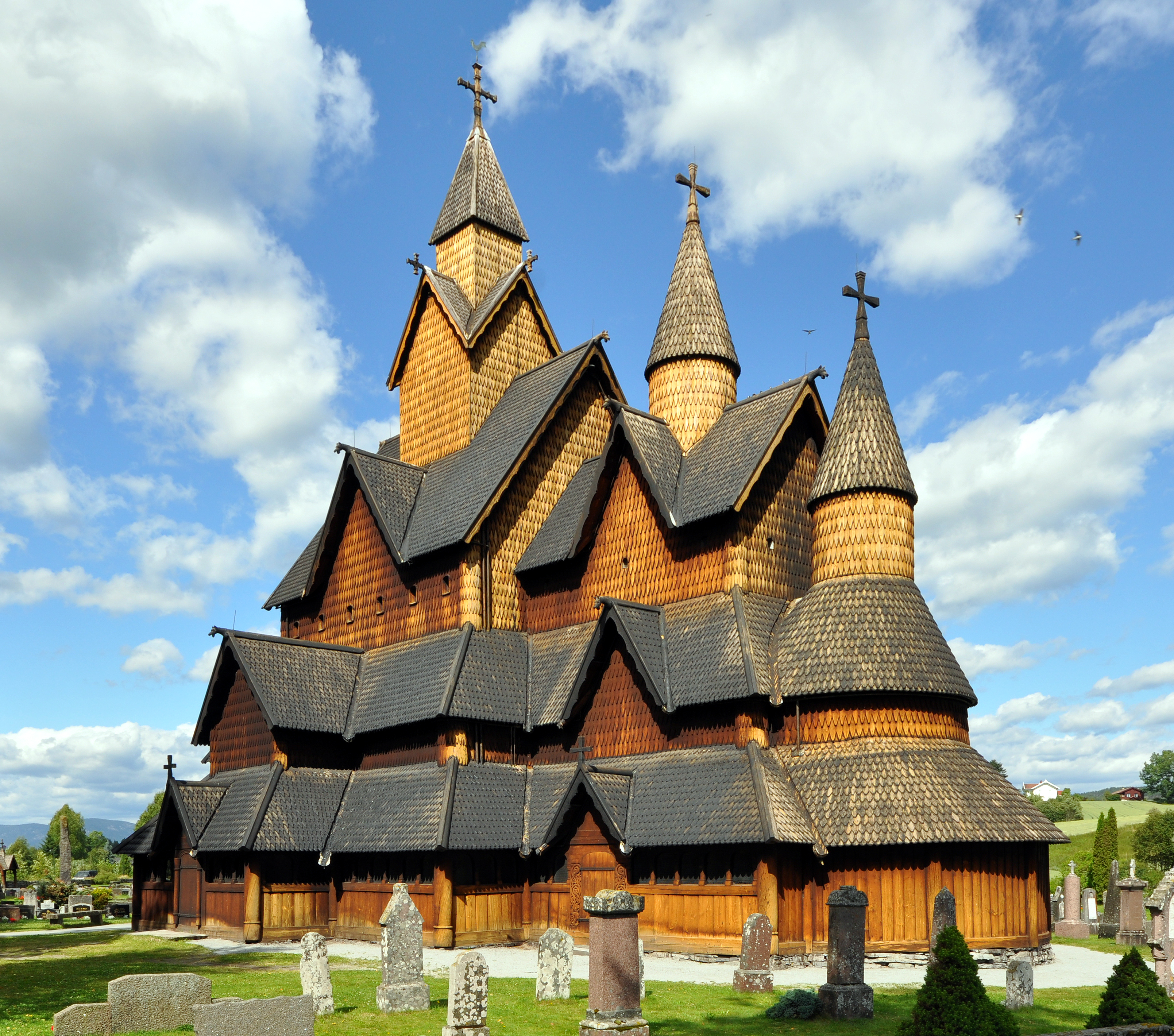
ノルウェーのヘッダール・スターヴ教会

スターヴ教会（スターヴきょうかい。英語：Stave church）または樽板教会（たるいたきょうかい）は、支柱と梁で構成された中世の木造教会である。

## 概要
教会の荷重を支える太い支柱（古ノルド語：stafr、現代ノルウェー語：stav）が、そのまま建築技術の名前になっている。かつてはヨーロッパ北西部に多く存在したが、現在ではほとんどが石造りの近代的な教会に建替えられ、もっとも多く残っているノルウェー国内でも、わずかに28棟を残すのみとなっている。ノルウェー国外に残されている中世時代のスターヴ教会は、15世紀にスウェーデンのHedaredに建てられたHedared stave church、ノルウェー国内に立てられていた物を1842年にドイツのKrummhübel（現ポーランドのカルパチュ）に移築したVang stave church、イギリスのエセックス州、グリーンステッドに残っている聖アンドリュー教会、の3棟のみとされている。壁面は丈夫な厚板が貼り込まれた構造となっており、この見た目から樽板教会とも呼ばれる。

## 現存するスターヴ教会の例

### ノルウェー国内

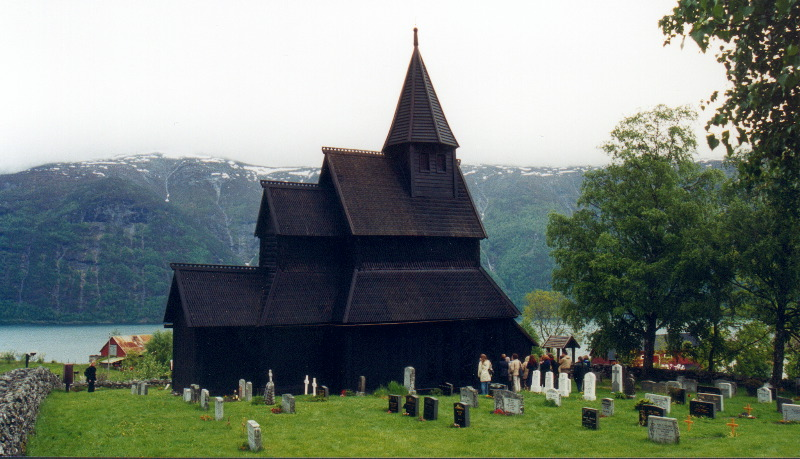
世界遺産に登録されているノルウェーのウルネスの木造教会

- ウルネス・スターヴ教会（ウルネスの木造教会）- 世界遺産に認定されている。
- ボルグンド・スターヴ教会 - 保存状態が良く、多くの観光客が訪れる。
- ヘッダール・スターヴ教会 - ノルウェー国内最大級のスターヴ教会。
- ゴル・スターヴ教会 - ゴルからオスロ市ビグドイのノルウェー民俗博物館に移築されている。
- レインリ・スターヴ教会
- ファントフト・スターヴ教会 - 焼失後、再建された。
- ホッペルシュタ・スターヴ教会（英語版）
- カウパンゲル・スターヴ教会（英語版） - 12世紀に建造[2]。
- ヘッゲ・スターヴ教会（英語版）
- ロム・スターヴ教会（英語版）
- ローメン・スターヴ教会（英語版）
- ロルダル・スターヴ教会（英語版）
- エイスボル・スターヴ教会（英語版）
- ヘダル・スターヴ教会（英語版）
- レドヴェン・スターヴ教会（英語版）
- リンゲブ・スターヴ教会（英語版）
- グリップ・スターヴ教会（英語版）
- ガルモ・スターヴ教会（英語版）
- フレスベルグ・スターヴ教会（英語版）
- ハルダレン・スターヴ教会（英語版）
- エーラ・スターヴ教会（英語版）
- ヘイヨール・スターヴ教会（英語版）
- クヴェネス・スターヴ教会（英語版）
- ノア・スターヴ教会（英語版）
- トルポ・スターヴ教会（英語版）
- アンドレダル・スターヴ教会（英語版）
- ウヴダル・スターヴ教会（英語版）
- オイエ・スターヴ教会（英語版）

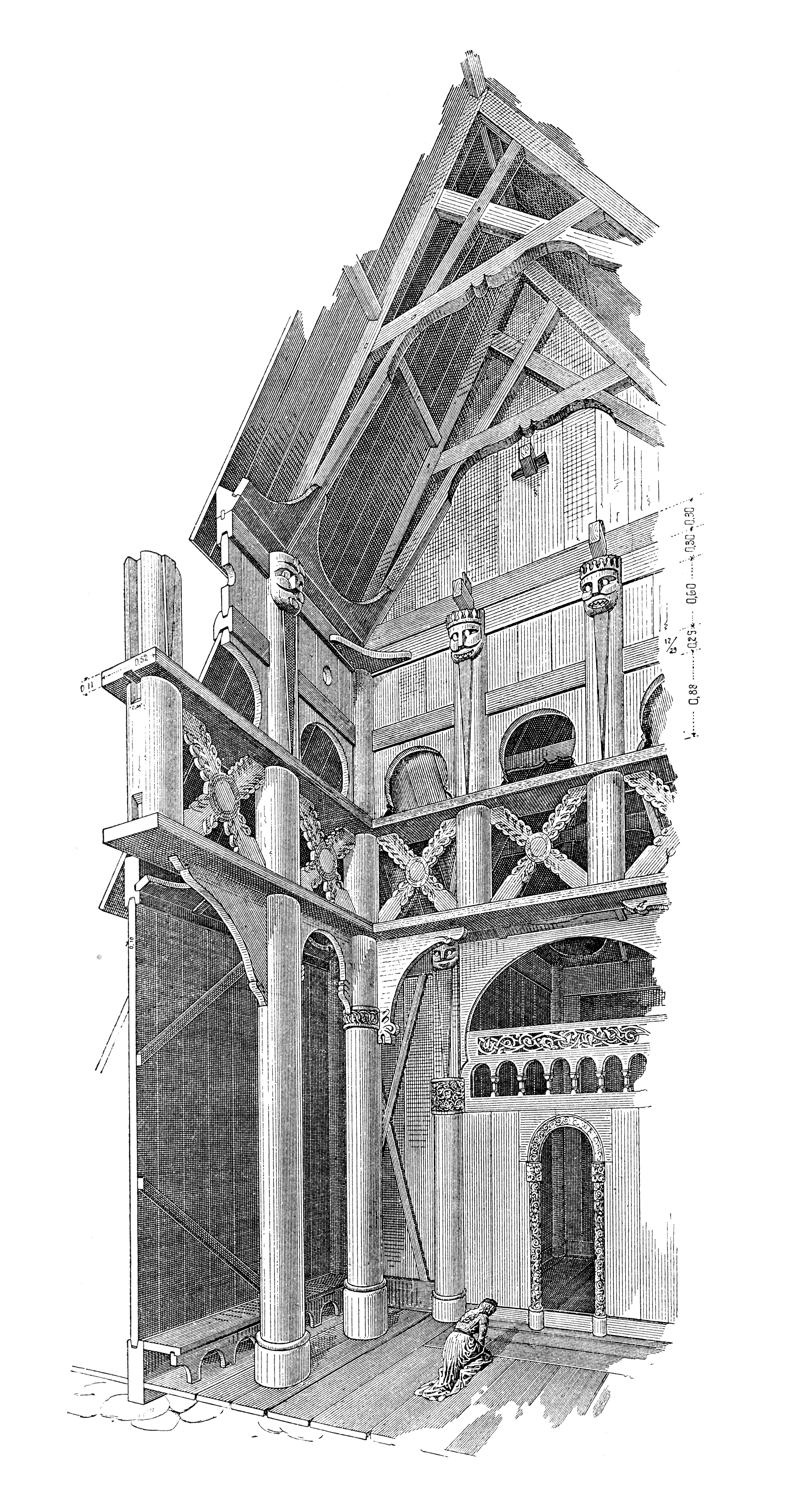
ゴル・スターヴ教会のイラスト。
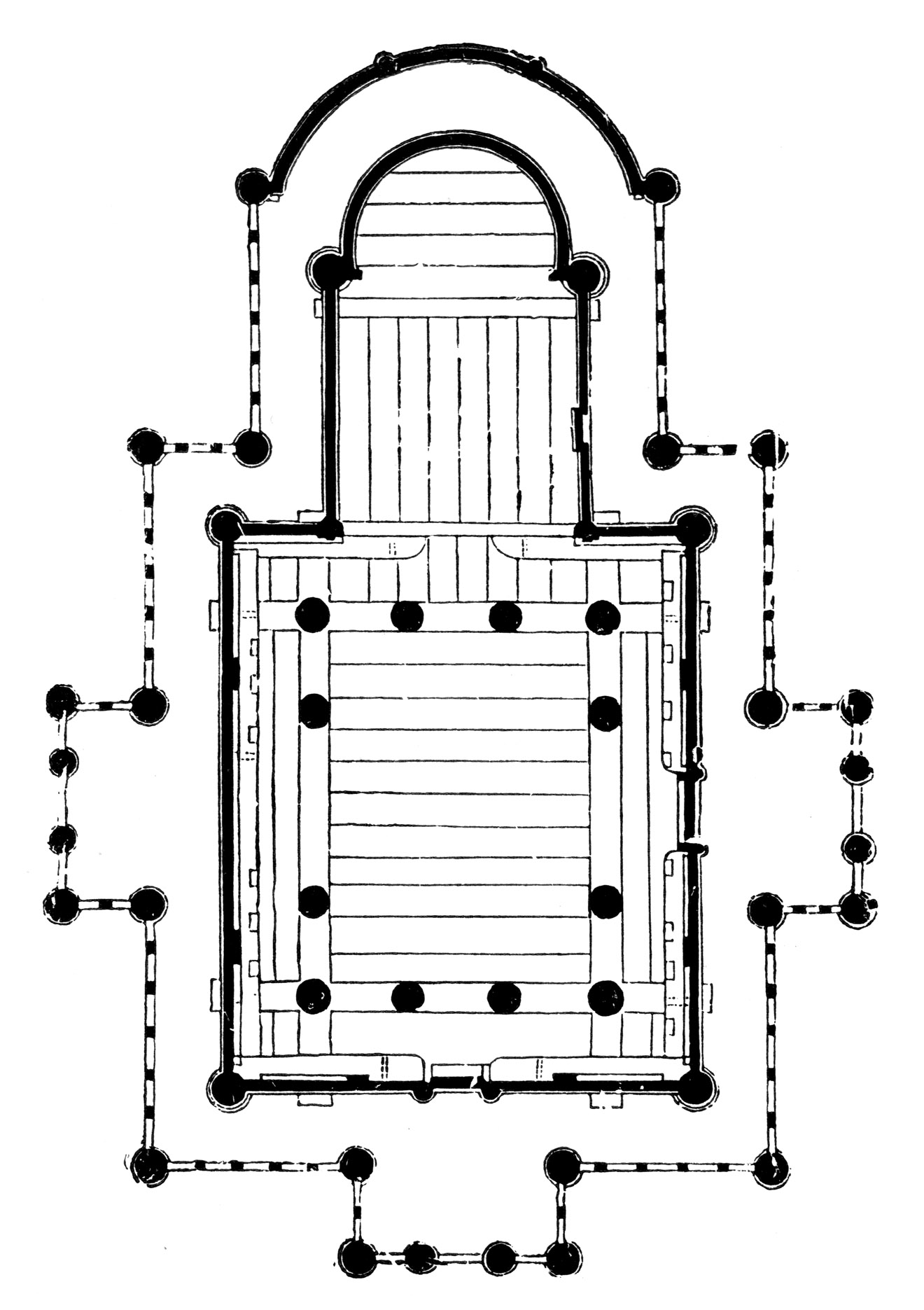
ボルグンド・スターヴ教会内部が平面的に描かれた概略。
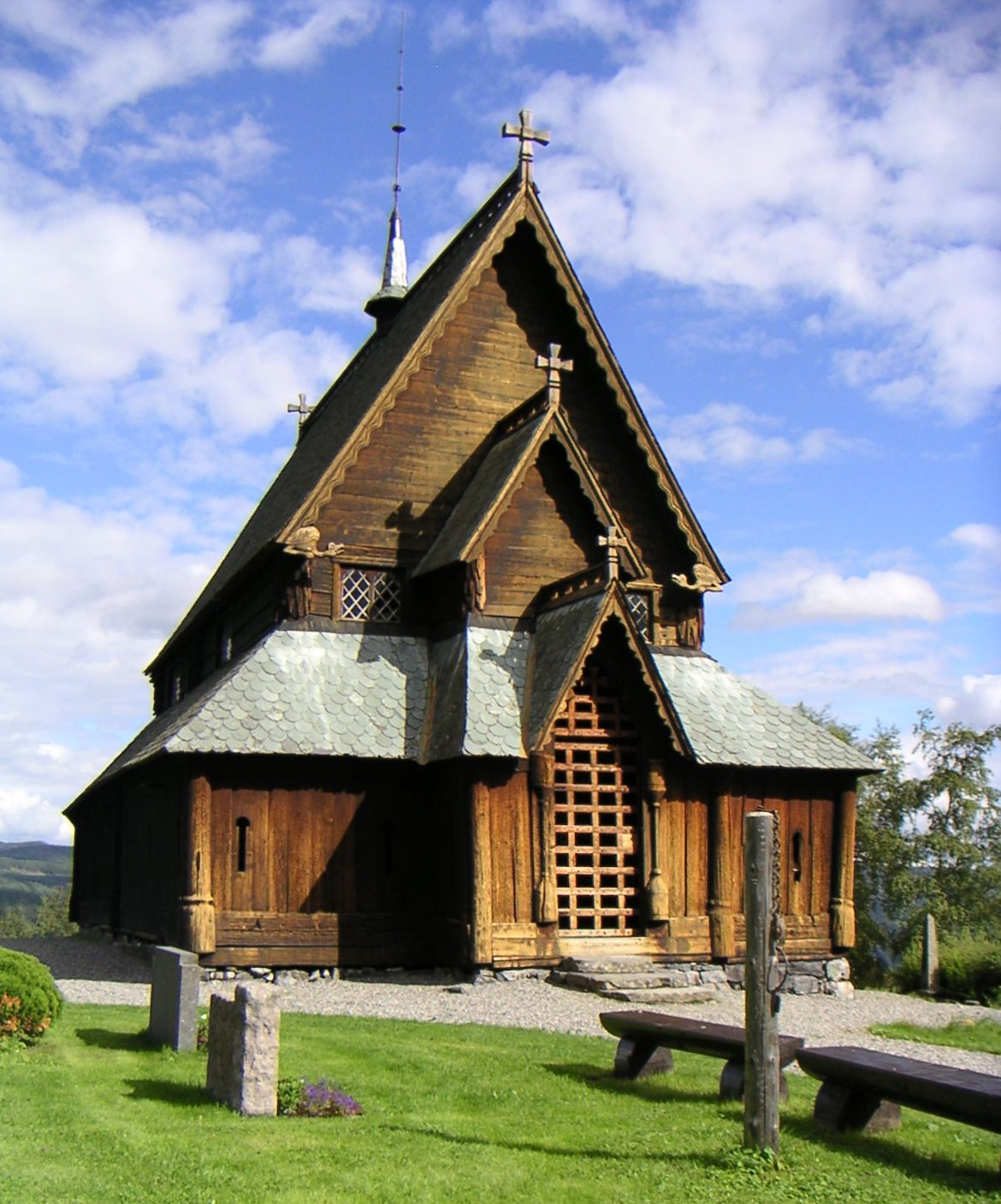
ノルウェーのセール・アウダールにある、さらし台のついたレインリ・スターヴ教会
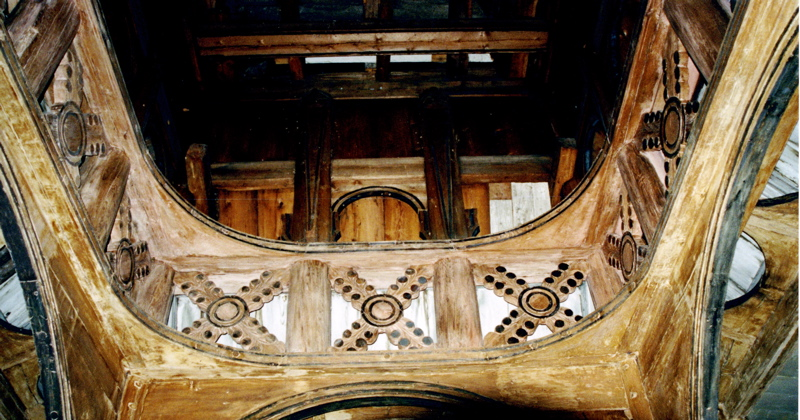
ローメン・スターヴ教会内部。間柱がないかわりに、交差したブレースがはりと支柱の間にある。